# Hotel Estelar Bocagrande
L'Hotel Estelar Bocagrande est un gratte-ciel de 202 mètres construit en 2017 à Carthagène des Indes en Colombie. Il est situé à l'ouest, en dehors de la vieille ville, sur la péninsule de Bocagrande, directement sur la plage. Construit entre 2013 et 2016, l'hôtel mesure 202 m de haut avec 52 étages et abrite également un centre de congrès pouvant accueillir 2.000 personnes. Le propriétaire est le groupe hôtelier Hoteles Estelar du groupe colombien Grupo Aval.
Le bâtiment est divisé en deux parties indépendantes. La première partie, entre les étages 1 et 10, abrite des salles de congrès et d'exposition de différentes tailles et des salles pour les petits événements sociaux. Dans la deuxième partie, à partir de l'étage 11, se trouve l'hôtel proprement dit avec la réception et les 338 chambres ainsi que le centre d'affaires. Au 51e étage se trouve un belvédère avec une vue complète sur la ville.